# Fábulas y Parábolas

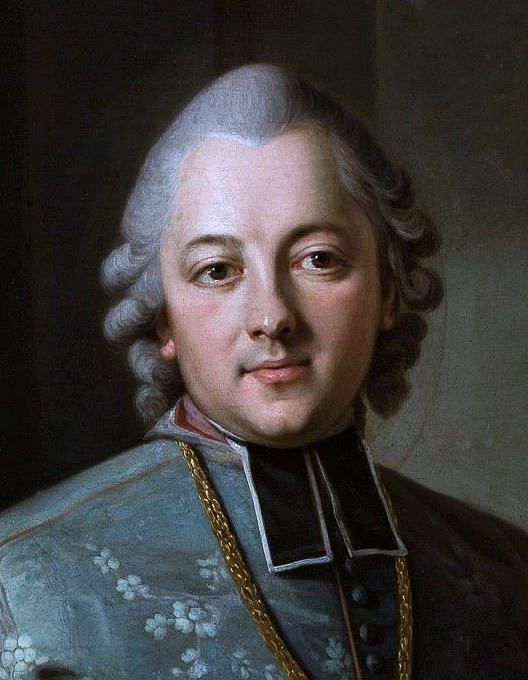
Ignacy Krasicki

Fábulas y Parábolas (Bajki i przypowieści, 1779), de Ignacy Krasicki (1735-1801), se inscribe en una larga tradición internacional de fabulistas que se remonta a la antigüedad. Las fábulas y parábolas de Krasicki han sido descritas como "como las [fábulas] de Jean de La Fontaine,... entre las mejores jamás escritas, mientras que en el color son claramente originales, porque son polacas". Son, según Czesław Miłosz, "los más duraderos entre los poemas de Krasicki".

## Características
Emulando las fábulas del antiguo griego Esopo, del macedonio-romano Fedro, del polaco Biernat de Lublin y del francés Jean de La Fontaine, y anticipando al ruso Ivan Krylov, el polaco Krasicki puebla sus fábulas con animales antropomorfizados, plantas, objetos inanimados y fuerzas de la naturaleza, en expresiones epigramáticas de una visión escéptica e irónica del mundo.
Este punto de vista se basa en las observaciones de Krasicki sobre la naturaleza humana y sobre la política nacional e internacional de su época, incluida la situación de la Mancomunidad Polaco-Lituana, que estaba a punto de expirar. Sólo siete años antes (1772), la Mancomunidad había sufrido la primera de las tres particiones que, en 1795, la borrarían totalmente del mapa político de Europa.
La Mancomunidad polaco-lituana sería víctima de la agresión de tres poderosos vecinos, al igual que, en la fábula de Krasicki "El cordero y los lobos", el cordero cae presa de los dos lobos. La Primera Partición había convertido a Krasicki -un íntimo del último rey de Polonia, Stanisław August Poniatowski- en súbdito voluntario del instigador de la Partición, el rey de Prusia Federico II ("el Grande"). A diferencia de Federico, Krasicki sobreviviría para presenciar el desmembramiento final de la Mancomunidad.
Las parábolas de Krasicki (por ejemplo, "Abuzei y Tair", "El ciego y el cojo", "El hijo y el padre", "El granjero", "El niño y el padre", "El amo y su perro", "El rey y los escribas" y "El borracho") no emplean, por definición, la antropomorfización que caracteriza a las fábulas. En cambio, sus parábolas apuntan a elegantes lecciones morales extraídas de la vida humana más cotidiana.
El de Krasicki, escribe Czesław Miłosz, "es un mundo en el que los fuertes ganan y los débiles pierden en una especie de orden inmutable... La razón es exaltada como el equivalente humano de la fuerza animal: los [inteligentes] sobreviven, los estúpidos perecen".

Milosz escribe:
La poesía para [Krasicki] era una prosa más concisa y elegante, y la originalidad del tema no tenía importancia.  Así, tomó los temas de sus fábulas de la enorme literatura fabulosa que comienza con Esopo y termina con sus propios contemporáneos franceses.  También tomó prestado de [el anterior fabulista francés] LaFontaine, especialmente en... sus Nuevas Fábulas... publicadas [póstumamente en 1802], pero todo lo que tomó fue siempre completamente transformado.  Su extrema concisión se ve mejor si se cuenta el número de palabras de la versión del autor original y se compara con la de Krasicki sobre el mismo tema.  El placer... para el poeta [así como] para el lector... se debe probablemente a la [compresión] de toda una historia, a veces incluso de una novela, en unas pocas líneas, y entre las mejores... fábulas de Krasicki [están las] que [comprenden] una sola cuarteta en la que la pluma del autor se mueve en una sola carrera hacia el pointe final.
Las fábulas y parábolas se escriben en versos de 13 sílabas, en coplas que riman aa bb... Su longitud oscila entre 2 y 18 versos. La invocación introductoria "A los niños", sin embargo, aunque emplea el mismo esquema de rima, utiliza versos de 11 sílabas.
Curiosamente, las fábulas incluyen dos con el mismo título, "El Arroyo y el Río"; dos con el mismo título, "El León y las Bestias"; dos con el mismo título, "El ruiseñor y el jilguero"; y dos con el mismo título, "El Lobo y la Oveja".
En general, los críticos prefieren las Fábulas y Parábolas (1779) de Krasicki, más concisas, que su posterior Nuevas fábulas, publicada póstumamente en 1802. Esto es coherente con el dictamen del propio Krasicki en Sobre la Versificación y los Versificadores de que "Una fábula debe ser breve, clara y, en la medida de lo posible, conservar la verdad".
En el mismo tratado, Krasicki explica que una fábula "es una historia comúnmente atribuida a los animales, para que la gente que la lea pueda tomar instrucción del ejemplo o del discurso [de los animales]...; se originó en tierras orientales donde el gobierno supremo estaba en manos de autócratas. Así, cuando se temía proclamar la verdad abiertamente, se empleaban simulacros en las fábulas para que -aunque fuera de esta manera- la verdad fuera agradable tanto para los gobernados como para los gobernantes".